# Humanae vitae
La Humanae vitae è l'ultima enciclica scritta da papa Paolo VI e pubblicata il 25 luglio 1968: è volta a specificare la dottrina sul matrimonio così come definita dal Concilio Vaticano II.
Il documento ribadisce la connessione inscindibile tra il significato unitivo e quello procreativo dell'atto coniugale; dichiara anche l'illiceità di alcuni metodi per la regolazione della natalità (aborto, sterilizzazione, contraccezione) e approva quelli basati sul riconoscimento della fertilità.

## Argomenti dell'enciclica

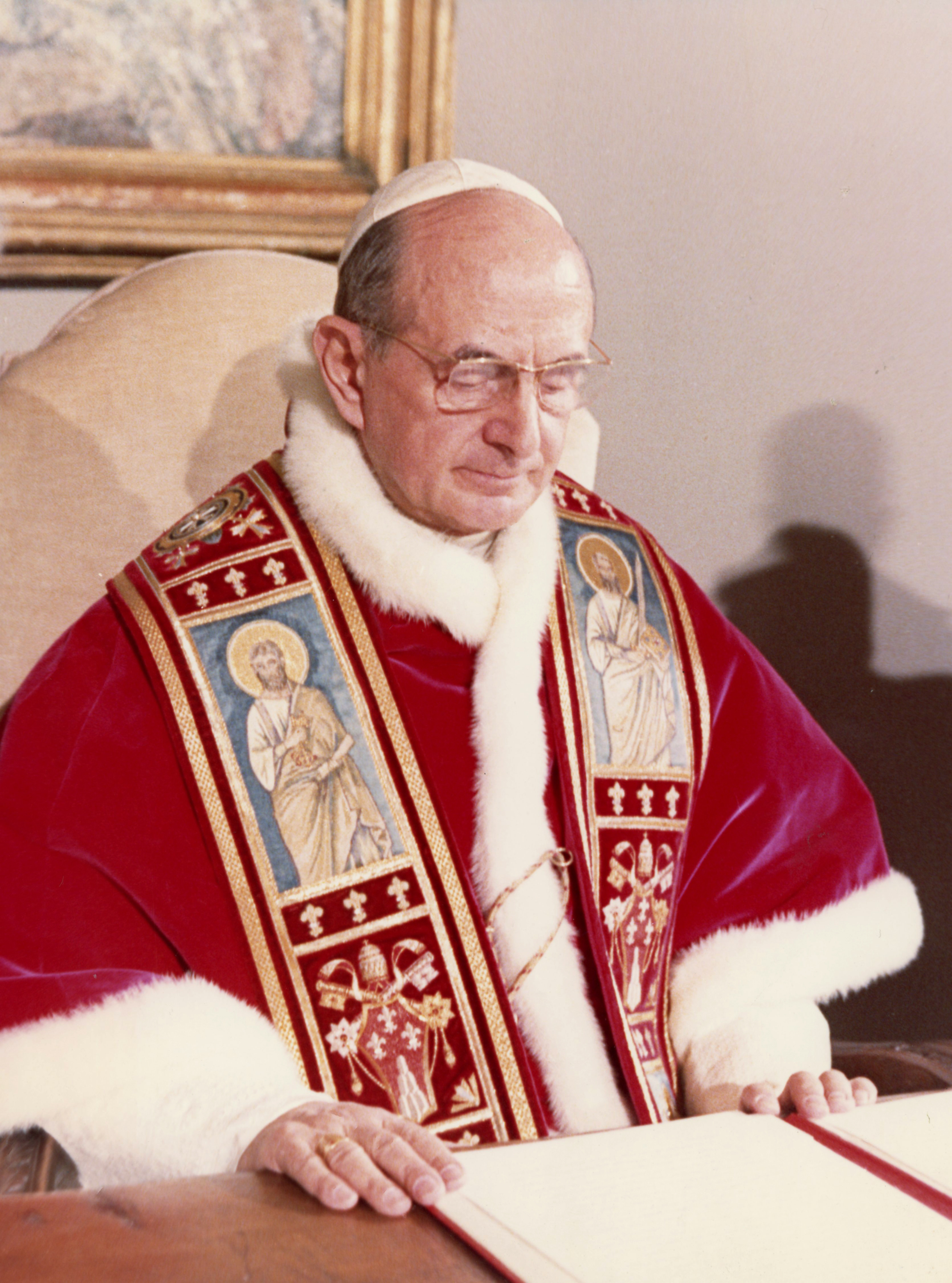
L'enciclica Humanae vitae fu pubblicata il 25 luglio 1968 da papa Paolo VI

Paolo VI non poté mettere in disparte il problema e per la sua gravità destinò al proprio personale giudizio lo studio di tutte le implicazioni di tipo morale legate a tale argomento. Per avere un quadro completo, decise di avvalersi dell'ausilio di una Commissione di studio, istituita in precedenza da papa Giovanni XXIII, che egli ampliò e perfezionò.
La decisione sul da farsi era molto onerosa, soprattutto perché alcuni misero in dubbio la competenza della Chiesa in argomentazioni non strettamente legate alla dottrina. Tuttavia il Papa non mancò di sottolineare, davanti a queste critiche, che il Magistero ha facoltà d'intervento, oltre che sulla legge morale evangelica, anche su quella naturale: quindi la Chiesa doveva necessariamente prendere una posizione in merito.

## Posizione della Chiesa sulla contraccezione
Buona parte della Commissione di studio si mostrò a favore della "pillola cattolica" (come venne soprannominata), ma tuttavia è da ricordare che una parte di essa non condivise questa scelta, ritenendo che l'utilizzo degli anticoncezionali andasse a violare la legge morale, poiché, attraverso il loro impiego, la coppia scindeva la dimensione unitiva da quella procreativa. Paolo VI appoggiò tale orientamento e, riconfermando quanto aveva già dichiarato papa Pio XI nell'enciclica Casti Connubii, decretò illecito per gli sposi cattolici l'utilizzo degli anticoncezionali di origine chimica o artificiale:
(Papa Paolo VI, Humanae vitae)
Ma nella stessa, nel paragrafo Paternità responsabile, si dice:
Questa decisione di papa Montini non riscosse grande favore e ci furono moltissime critiche. Nonostante tutto, Paolo VI non ritrattò mai neppure una parola dell'enciclica, motivando in questi termini a Jean Guitton le proprie ragioni:
(J. Guitton, Paolo VI segreto)
Mons. Albino Luciani, futuro papa Giovanni Paolo I, affermò che la definizione da parte di un pontefice è sempre associata alla ricerca del consenso della Chiesa e che «in pratica mai succede che venga definito un punto su cui nella Chiesa (di ogni tempo) non ci sia consenso».
Quando era ancora arcivescovo di Cracovia, Karol Wojtyla, futuro papa Giovanni Paolo II, chiese a Paolo VI di applicare l'infallibilità papale in docendo all'enciclica, equiparandola all'autorità di un dogma. Paolo VI e Giovanni Paolo lI Io fecero. Lo stesso Giovanni Paolo II dichiarò l'enciclica parte del magistero ordinario e universale.